# Arnold Schwassmann
Friedrich Karl Arnold Schwassmann (Hamburgo, 25 de marzo de 1870 - 19 de enero de 1964) fue un astrónomo alemán descubridor de varios cometas y asteroides.
Tras estudiar en Leipzig y Berlín, Schwassmann obtuvo su doctorado en 1891 en la Universidad de Gotinga. En 1897 se incorpora a su plaza en el recientemente construido Observatorio de Heidelberg, la cual no abandonaría hasta su jubilación en 1934.
Colaboró con Max Wolf en el descubrimiento de 13 asteroides, y con Arno Arthur Wachmann y Leslie Peltier en el descubrimiento de varios cometas.

## Asteroides descubiertos
Descubrió 22 asteroides entre 1898 y 1932, de los cuales 13 fueron descubiertos en colaboración con Max Wolf. El Minor Planet Center acredita sus descubrimiento como A. Schwassmann.

## Cometas descubiertos
Schwassmann, junto con su colega Arno Arthur Wachmann, descubrió los cometas periódicos 29P/Schwassmann-Wachmann, 31P/Schwassmann-Wachmann y 73P/Schwassmann-Wachmann.
También descubrieron, junto a Leslie Peltier, el cometa no periódico C/1930 D1 (Peltier-Schwassmann-Wachmann).